# Ferragus
Ferragus (Ferragus, chef des Dévorants) è una novella di Honoré de Balzac del 1833, inclusa nelle "Scene della vita parigina" de La Commedia umana: costituisce la prima parte della trilogia denominata Storia dei tredici. Pubblicato inizialmente su rivista, nella Revue de Paris, esce poi in volume l'anno successivo.

## Trama
La storia è ambientata intorno al 1820. Auguste de Maulincour è un giovane ufficiale di cavalleria e un giorno, camminando in uno dei quartieri malfamati di Parigi scorge da lontano una giovane donna sposata, Clemence, della quale è già da tempo segretamente innamorato; la vede entrare in una casa di tolleranza. Quale mistero cela questa signora, ampiamente conosciuta nella buona società della capitale come autentico modello di virtù coniugale?
La ritrova quella sera stessa presso madame de Nucingen: Auguste, più che mai sorpreso, cerca di scoprire la verità. Decide così di cominciare a spiare la donna e finisce col trovarla in compagnia di un uomo quantomai inquietante di nome Ferragus. Nei giorni seguenti l'ufficiale giunge a scoprire e così anche a svelare molti dei segreti di alcuni personaggi potenti e misteriosi e deve sfuggire anche a diversi attentati contro la propria persona; viene anche sfidato a duello dal marchese de Ronquerolles e ferito.
Successivamente Auguste finisce per essere avvelenato, ma prima di morire rivela il segreto di Clemence al marito, Jules Desmarets, un ricco agente di cambio: l'uomo la sorprende e lei non sembra in grado di giustificarsi. Jules intercetta una lettera inviata da Ferragus alla moglie e scopre quindi dove si nasconde l'uomo. Con la complicità della donna che ospita Ferragus, la madre di un'amante di quest'ultimo, Jules riesce a spiare un incontro tra Ferragus e Clemence e quindi a scoprire tutta la verità.
Ferragus in realtà non è altri che il padre di Clemence: il suo vero nome è Bourignard ed è un imprenditore edile, molto ricco e bello durante la sua gioventù, prima d'esser imprigionato nel 1806 per motivi politici (era difatti membro e gran maestro dell'ordine massonico di Devorants) e condannato a 20 anni di reclusione. Evaso dal carcere aveva finito per vivere a Parigi sotto vari nomi e travestimenti; nel 1815 era anche stato coinvolto in diversi sordidi affari, tra cui quello che aveva coinvolto Marsay nel tentativo di liberare Pacquita, La ragazza dagli occhi d'oro.
Ronqueroulles era stato uno dei suoi complici e gli aveva offerto aiuto e protezione durante la fuga: fanno parte d'una società segreta composta da 13 persone.
I nervi di Clemence non sopportano tutta questa serie di eventi e la donna cede. Si ammala di una malattia nervosa e di li a pochi giorni muore.

## Incipit
Ci sono a Parigi alcune vie disonorate quanto un uomo reo d'infamia; poi ci sono vie nobili, poi vie semplicemente oneste, poi giovani vie sulla moralità delle quali il pubblico non si è ancora formata un'opinione; poi vie assassine, vie più vecchie di certe vecchissime dame, vie rispettabili, vie sempre pulite, vie sempre sporche, vie operaie, lavoratrici, mercantili. Insomma, le vie di Parigi hanno qualità umane, e con la loro fisionomia imprimono in noi certe idee cui ci è difficile sottrarci.

## Finale
Nel pomeriggio, Jules solo su di un calesse da viaggio che procedeva veloce per la rue de l'Est, sbucò sulla spianata dell'Observatoire nel momento in cui quel vecchio, appoggiato ad un albero, si lasciava prendere la canna in mezzo al vociare di alcuni giocatori pacificamente irritati. Jules, credendo di riconoscere quella figura, pensò di fermarsi, la carrozza si fermò proprio in quel momento. In effetti il postiglione, stretto fra altri carretti, non tentò di farsi largo tra i giocatori di bocce insorti; aveva troppo rispetto per le rivolte, il postiglione.
«È lui,» disse Jules scoprendo infine in quel rudere umano Ferragus XXIII, capo dei Dèvorants.
«Come l'amava!» soggiunse dopo una pausa.
«Su andiamo, postiglione!» gridò.

## Personaggi principali
- Barone Auguste de Maulincour: è innamorato in maniera platonica di Clemence. La sua gelosia lo porta a pedinare l'amata, mettendolo sulle tracce di Ferragus e sui suoi segreti. Implacabile è la vendetta di quest'ultimo, lo avvelena afferrandolo per i capelli e la morte di Auguste è lenta e terribile
- Madame Clemence Jules: è nata da una relazione adulterina. Solo in punto di morte la madre le confesserà chi è il padre, ossia Ferragus. Nel momento in cui scopre i segreti del padre, non ha il coraggio di confessarli al marito per timore di perdere il suo amore.
- Signor Jules Desmarets: agente di cambio del barone de Nucingen. Marito di Clemence, è profondamente innamorato della moglie. Deve la sua fortuna alla mano invisibile di Ferragus.
- Ferragus: Il suo vero nome è Gratien Bourignard, un ex impresario edile, un tempo ricchissimo e soprattutto uno dei più bei giovani di Parigi, condannato a venti anni di lavori forzati ed evaso vive a Parigi sotto vari nomi e travestimenti.

## Temi affrontati
La vicenda ha un sottofondo tragico, con la morte di entrambi i protagonisti, Auguste e Clemence, accresciuta dalla disperazione di Jules e dal senso di decrepitezza fisica che emana la figura di Ferragus.